# August Stärcke
August Stärcke, né en 1880 à Amsterdam et mort en 1954 à Den Dolder, est un psychiatre et psychanalyste néerlandais.

## Biographie
Son père est un artisan allemand, installé aux Pays-Bas. August Stärcke fait ses études de médecine, puis se spécialise en psychiatrie, auprès des médecins Cornelis Winkler et Johannes Carel August Wertheim Salomonson. Il est médecin privé à la campagne, durant une année, auprès d'une famille dont l'un des fils souffre de psychose. Il se marie la même année, avec la fille d'un médecin local, puis il est médecin attaché à la Willem Arntz Sitchting le reste de sa carrière. Sa découverte de la psychanalyse remonte à 1905, année où il lit L'Interprétation du rêve de Freud, ouvrage qu'il traduit en néerlandais en 1913. En 1912, il fait une communication sur la psychanalyse à la société néerlandaise de psychiatrie et de neurologie, il est l'auteur d'une vingtaine d'articles dans la revue Zentralblatt für Psychoanalyse. Il devint membre de la Société psychanalytique de Vienne. Il a notamment écrit que « ce qui avait été refoulé dans la ville réapparaissait dans l'hôpital psychiatrique ». Il avait reçu de Freud une lettre sur un ouvrage de Arthur Kronfeld : « J'ai aussi lu l'ouvrage de Kronfeld. Il expose l'habituelle technique philosophique. Vous savez avec quelle assurance les philosophes se réfutent entre eux, après avoir fui loin de l'expérience. C'est justement ce que fait Kronfeld. Il affirme que nos expériences ne comptent pas, après quoi c'est pour lui un jeu d'enfant de réfuter la psychanalyse ». Il traduit en néerlandais un autre texte de Freud, « Die „kulturelle“ Sexualmoral und die moderne Nervosität ».
Il reçoit le prix Freud pour son livre Psychoanalyse und Psychiatrie.

## Publications
- Psychoanalyse und Psychiatrie, 1921
- « Le noyau du délire », texte de 1920, extraits traduits in Janine Chasseguet-Smirgel (éd.), Les stades de la libido, Tchou, 1978,  (ISBN 2-7107-0083-2)